# Долно Къпиново
Долно Къпиново е село в Южна България. То се намира в община Кирково, област Кърджали. Селото е на 9 км от общинския център Кирково.
Най-близки градове са: Джебел на 35 км, Златоград и Момчилград на 39 км, Комотини на 46 км, Крумовград на 52 км и областният център Кърджали на 54 км. Селото се намира на 21 км от ГКПП Маказа - Нимфея и на 44 км от ГКПП Златоград - Термес.

## География
Село Долно Къпиново се намира в Източните Родопи, в рида Гюмюрджински снежник по северните склонове под връх Вейката и защитената местност Гюмюрджински снежник. На юг граничи с най-близкото село Вронди (на гръцки: βροντή (в превод гръм) и Сусур кьой (на гръцки: Σώστης – Состис), Република Гърция, на север с. Яковица (тур. Ip dere (Въжено дере)), на изток с. Чакаларово, на югозапад – с. Горно Къпиново, на североизток – с. Джерово.

## Климат
През селото минава река Къзълач и три по-малки нейни притока Бърчинска река, Кисьоска река и Каранска река. Климата в района е континентално-средиземноморски, мек и влажен. Реките са с непостоянен воден дебит, като след продължителни дъждове и през пролетта водите текат бързо, като някои от тях са с пороен характер и влачат големи количества наносни материали.

## История
Има предания, че Долно Къпиново и съседното Горно Къпиново са се образували от овчари от Къпиново, Великотърновският край, които напролет са тръгвали от Стара планина и цяло лято са пасли стадата си по южните склонове на Родопите и Беломорието. Така дали имената на двете села от където са били родом овчарите. Долно Къпиново и Горно Къпиново са единствените села в региона които нямат стари турски имена. На 4 януари 1966 г. с указ № 960 се преименува Капиньо на Долно Къпиново. През 1913 г. Долно Къпиново и съседните села попадат в територията на за кратко просъществувалата Гюмюрджинска република. На 26 март 1914 г., селото става част от Селско общинско управление – Кирково, Гюмюрджинска околия. През годините Долно Къпиново е водено на околийско подчинение към Смолян, Крумовград, Момчилград. През 1956 г. селото и цялата Община Кирково е присъединена към Кърджалийска област.
В миналото селото са го назовавали с името „Къпиньо“, а на съседното Горно Къпиново – „Малъта“, откъдето се предполага, че са били от една обща селищна структура към с. Чакаларово. Най-старите къщи в селото са в махалите "Бърчина" и "Кесьоска".
Днес Долно Къпиново има 6 махали – Кесьоска (местното население я назовават като Кисьоска), Комари, Бърчина – името ѝ идва от местоположението на махалата, разположена върху планинско било. Дварница – името ѝ идва от там, че тя укрепена от дувари, разположена на полуостров между две реки Къзълач и Кисьоска река. Табашка – местното население я назовават като Табацка. На времето там са били тютюневи складове. Карана – името ѝ идва от там, че в миналото на мястото на днешната махала е било края на селото и там са хвърляли умрелите болни животни и карантии от закланите животни. Местности около селото са Лешток, Екън, Карана, Каурско гробе, Пърженак, Синият вир, Мандрата, Крушите, Черниците, Дранът, Чуката, Николово, Орлов камък, Равният пазлак, Семино, Бялото камене и др.
На изборите през 2007 г. до 2011 г. кмет е Асен Бодуров. През октомври 2011 г. за кмет на селото е избран Атанас Кехайов. На изборите през октомври 2015 г. е избран за втори мандат.

## Население
Преброяване на населението през 2011 г.
Численост и дял на етническите групи според преброяването на населението през 2011 г.:
|                     | Численост | Дял (в %) |
| Общо                | 326       | 100,00    |
| Българи             | 314       | 96,31     |
| Турци               | 0         | 0,00      |
| Цигани              | 0         | 0,00      |
| Други               | 0         | 0,00      |
| Не се самоопределят | 0         | 0,00      |
| Неотговорили        | 11        | 3,37      |

## Религии
Ислям и православно християнство – 74% мюсюлмани, 26% християни.
В селото има мечит, построен върху основите на параклис. Днес тази сграда е стара и неподдържана, и не се посещава. В селото няма действащи храмове. Мюсюлманите използват за молитви джамията в село Чакаларово, а християните използват двете църкви в общината в село Бенковски и село Чорбаджийско.

## Културни и природни забележителности
Селото има читалище "Елин Пелин”. Напълно запазен и функциониращ до днес е тип римски мост, дело на местни майстори, владеещи до съвършенство изкуството на каменната зидария. На 3 – 4 ч. път пеша се намират връх Вейката (или Карлък, наричан от възрастните хора) и ЗМ „Гюмюрджински снежник“. Изходен пункт махала Карана и Табашка или през с.Горно Къпиново. Пътят минава по поречието на Каранска река. Защитената местност представлява планински район, покрит с мезофилни гори, включващи застрашени естествени хабитати. Връх Вейката е с височина 1463 м. Гюмюрджински снежник е с площ от 1926.40 ха. Той е най-голямата защитена местност в Източните Родопи, обявена е с цел опазване на вековни букове и смесени гори и находища на застрашени видове растения и животни. Тук може да видите скален орел, кафява мечка а също и черен кълвач. В района се срещат 11 вида растения и 5 вида животни включени в Червената книга на България. С особена ценност са горите от балканския ендемит планински явор и находището на балканския ендемит родопски крем – единственото в Източните Родопи и едно от малкото в страната.
На югоизток се вижда Комотини/Гюмюрджина/. Той е само на някакви си 16 км по права линия. От върха при ясно време може да се види и Бяло море.
На Юг от селото по горното течение на Син-вирската ряка се намира Синият вир. По - нагоре по същото течение се намира и друг вир наричан от местните Казанче.

## Редовни събития
Всяка есен (октомври – началото на ноември) се прави курбан за здраве на селото. 6.10.2013 г.

### Поминък
Поминъкът на населението е главно земеделие и животновъдство. Днес в по-голяма степен е развито земеделието, тук хората отглеждат тютюн, картофи, фасул и чушки. От животновъдството застъпено е овцевъдство, козевъдство и говедовъдство в лични стопанства, отглеждани по 1 – 2 крави.

### Кухня
Характерните за Родопите ястия – трахана, качамак, марудник, картофен клин или пататник, буране, чорба (прясно мляко и ориз), зелник, смидал. Зелен фасул с кисело мляко (използва се зелен фасул от буркан или пресен – сварява се. Залива се с кисело мляко, в което има сол и на ситно нарязан пресен или стар чесън и накрая се залива с препържено масло).
Ето как се прави траханата – замесва се тесто от царевично и пшеничено брашно, което се оставя да втаса 2 – 4 дни. След това се накъсва на малки топчета, които продължават да се накъсват, докато се получи ситна зърнена маса. После тези ситни зрънца се стриват в дървен съд, наречен корито. Така стритата трахана се пресява през сито, тя придобива вид на брашно.